# Abdoul Salam Sow
Abdoul Salam Sow (ur. 13 sierpnia 1970 w Konakry) – gwinejski piłkarz grający na pozycji pomocnika.

## Kariera klubowa
Sow urodził się w stolicy Gwinei, Konakry, ale karierę piłkarską rozpoczął we Francji, w klubie FC Thouars 79, gdzie grał w latach 1991–1993. Następnie odszedł do belgijskiego KV Kortrijk i przez rok grał w drugiej lidze belgijskiej. Następnie w sezonie 1994/1995 był piłkarzem tureckiego pierwszoligowca, MKE Ankaragücü. W 1995 roku wrócił do Francji i grał w Ligue 1 w drużynie FC Martigues. W 1996 roku został zawodnikiem południowokoreańskiego Jeonnam Dragons. Sezon 1997/1998 spędził grając w CF Os Belenenses z Lizbony, a następny w greckiej Skodzie Ksanti. Gwinejczyk grał też w portugalskich FC Marco i Imortalu DC oraz katarskim Al-Gharafa. Ostatnie 2 lata swojej kariery (2005-2006) spędził w Hafia FC z Konakry.

## Kariera reprezentacyjna
W reprezentacji Gwinei Sow zadebiutował w 1993 roku. W 1994 roku podczas Pucharu Narodów Afryki 1994 rozegrał 2 spotkania: z Ghaną (0:1) i z Senegalem (1:2). Z kolei w 1998 roku wystąpił w 3 meczach Pucharu Narodów Afryki 1998: z Algierią (1:0), z Kamerunem (2:2) i z Burkina Faso (0:1). W 2004 roku podczas Pucharu Narodów Afryki 2004 był podstawowym zawodnikiem, a jego dorobek na tym turnieju to 4 mecze: z Demokratyczną Republiką Konga (2:1), z Rwandą (1:1), z Tunezją (1:1) i ćwierćfinał z Mali (1:2).